# Ușurei, Vâlcea
Ușurei este un sat în comuna Șușani din județul Vâlcea, Oltenia, România.
Satul face parte din comuna Șușani.
Din comuna Șușani mai fac parte următoarele sate: Râmești, Sârbi și Stoiculești.
Satul este locuit de 744 de țărani, 98% fiind băștinasi. Satul Ușurei, este situat într-o zonă de deal și pădure.
La nord de se află comuna Mădulari, iar în partea de sud a satului, este situată comuna Șușani, spre vest peste dealuri întâlnim comuna Valea Mare, la mare distanță peste dealuri, întâlnim comuna Crețeni.
Așezat între două dealuri abrupte, satul este șerpuit de râul Beica, care izvorăște din satul Mădulari si se varsă în râul Olt. În partea de nord, spre comuna Mădulari, întâlnim un sătuc numit Sârbi (Sâlea, în denumirea populară), având sub o sută de locuitori.
 Acest articol despre o localitate din județul Vâlcea este deocamdată un ciot. Puteți ajuta Wikipedia prin completarea lui.